# لويد بي. ويرينغ
لويد بي. ويرينغ (بالإنجليزية: Lloyd B. Waring)‏ هو مصرفي الاستثمار ‏ أمريكي، ولد في 13 يوليو 1902، وتوفي في 30 أكتوبر 1997.